# Championnats du monde d'escrime 1975
Navigation
Édition précédente Édition suivante
Les championnats du monde 1975 se sont déroulés à Budapest en Hongrie. Ils sont organisés par la Fédération hongroise d'escrime sous l’égide de la Fédération internationale d'escrime.
La compétition comprend cette année-là 8 épreuves (deux féminines et 6 masculines) :
- Féminines
  - Fleuret individuel
  - Fleuret par équipe
- Masculines
  - Fleuret individuel
  - Fleuret par équipe
  - Épée individuelle
  - Épée par équipe
  - Sabre individuel
  - Sabre par équipe

## Médaillés
| Épreuves           | Or                                                                                              | Argent                                                                                        | Bronze                                                                                   |
| ------------------ | ----------------------------------------------------------------------------------------------- | --------------------------------------------------------------------------------------------- | ---------------------------------------------------------------------------------------- |
| Épée               |                                                                                                 |                                                                                               |                                                                                          |
| Hommes individuel  | Alexander Pusch                                                                                 | Boris Loukomski                                                                               | István Osztrics                                                                          |
| Hommes par équipes | Suède- Rolf Edling - Hans Jacobson - Carl von Essen - Göran Flodström                           | Allemagne de l'Ouest- Elmar Beierstettel - Hans-Jürgen Hehn - Reinhold Behr - Alexander Pusch | Hongrie- Csaba Fenyvesi - István Osztrics - Győző Kulcsár - Sándor Erdős                 |
| Fleuret            |                                                                                                 |                                                                                               |                                                                                          |
| Hommes individuel  | Christian Noël                                                                                  | Bernard Talvard                                                                               | Vladimir Denisov                                                                         |
| Hommes par équipes | France- Christian Noël - Daniel Revenu - Bernard Talvard - Frédéric Pietruszka                  | Union soviétique- Vladimir Denisov - Sabirzhan Ruziyev - Sergueï Isakov - Aleksandr Romankov  | Italie- Carlo Montano - Stefano Simoncelli - Nicola Granieri - Giovanni Battista Coletti |
| Femmes individuel  | Ecaterina Stahl-Iencic                                                                          | Olga Knyazeva                                                                                 | Ildikó Bóbis                                                                             |
| Femmes par équipes | Union soviétique- Olga Knyazeva - Valentina Sidorova - Nailya Gilyazova - Elena Novikova-Belova | Hongrie- Ildikó Bóbis - Ildikó Schwarczenberger - Magda Maros - Ildikó Rejtő                  | Roumanie- Ecaterina Stahl-Iencic - Suzana Ardeleanu - Magdalena Bartoș - Elena Pricop    |
| Sabre              |                                                                                                 |                                                                                               |                                                                                          |
| Hommes individuel  | Vladimir Nazlymov                                                                               | Jacek Bierkowski                                                                              | Péter Marót                                                                              |
| Hommes par équipes | Union soviétique- Vladimir Nazlymov - Viktor Krovopouskov - Viktor Sidyak - Edouard Vinokurov   | Hongrie- Imre Gedővári - Pál Gerevich - Péter Marót - Tamás Kovács                            | Roumanie- Dan Irimiciuc - Cornel Marin - Ioan Pop - Mihai Frunza                         |

## Tableau des médailles
| Rang | Nation               | Or | Argent | Bronze | Total |
| ---- | -------------------- | -- | ------ | ------ | ----- |
| 1    | Union soviétique     | 3  | 3      | 1      | 7     |
| 2    | France               | 2  | 1      | 0      | 3     |
| 3    | Allemagne de l'Ouest | 1  | 1      | 0      | 2     |
| 4    | Roumanie             | 1  | 0      | 2      | 3     |
| 5    | Suède                | 1  | 0      | 0      | 1     |
| 6    | Hongrie              | 0  | 2      | 4      | 6     |
| 7    | Pologne              | 0  | 1      | 0      | 1     |
| 8    | Italie               | 0  | 0      | 1      | 1     |